# Childersburg
Childersburg er en by i den østlige del af staten Alabama i USA. Byen har 4.754 (2020) indbyggere.
Childersburg er beliggende ved floden Coosa River, en biflod til Alabama River i det amerikanske county Talladega County.